# Departamento de Amatitlán
El Departamento de Amatitlán fue un departamento ubicado en el centro de Guatemala. Fundado en 1839 por el gobernador del Estado de Guatemala Mariano Rivera Paz, estuvo conformado por los modernos municipios de Amatitlán, Palín, San Miguel Petapa, San Vicente Pacaya, Villa Canales y Villa Nueva.  Fue suprimido por el gobierno del general Jorge Ubico Castañeda en 1935, quien repartió sus municipios entre los departamentos de Guatemala y Escuintla.

## Historia

### Convento y doctrina de los dominicos

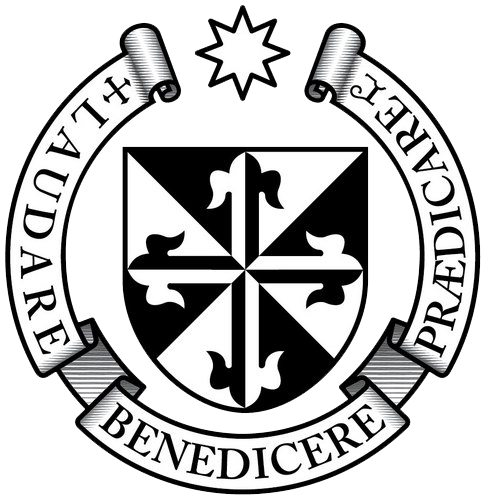
Escudo de la Orden de Predicadores.

La corona española se enfocó en la catequización de los indígenas; las congregaciones fundadas por los misioneros reales en el Nuevo Mundo fueron llamadas «doctrinas de indios» o simplemente «doctrinas». Originalmente, los frailes tenían únicamente una misión temporal: enseñarle la fe católica a los indígenas, para luego dar paso a parroquias seculares como las establecidas en España; con este fin, los frailes debían haber enseñado los evangelios y el idioma español a los nativos. Ya cuando los indígenas estuvieran catequizados y hablaran español, podrían empezar a vivir en parroquias y a contribuir con el diezmo, como hacían los peninsulares.
Pero este plan nunca se llevó a cabo, principalmente porque la corona perdió el control de las órdenes regulares tan pronto como los miembros de éstas se embarcaron para América; además, los indígenas nunca llegaron a entender el catolicismo correctamente porque al ser este un concepto sumamente complejo, los frailes de la Orden de Predicadores no pudieron traducirlo correctamente a los lenguajes indígenas. Por otra parte, protegidos por sus privilegios apostólicos para ayudar a la conversión de los indígenas, los misionares solamente atendieron a la autoridad de sus priores y provinciales, y no a la de las autoridades españolas ni a las de los obispos. Los provinciales de las órdenes, a su vez, únicamente rendían cuentas a los líderes de su orden y no a la corona; una vez habían establecido una doctrina, protegían sus intereses en ella, incluso en contra de los intereses del rey y de esta forma las doctrinas pasaron a ser pueblos de indios que se quedaron establecidos para todo el resto de la colonia.

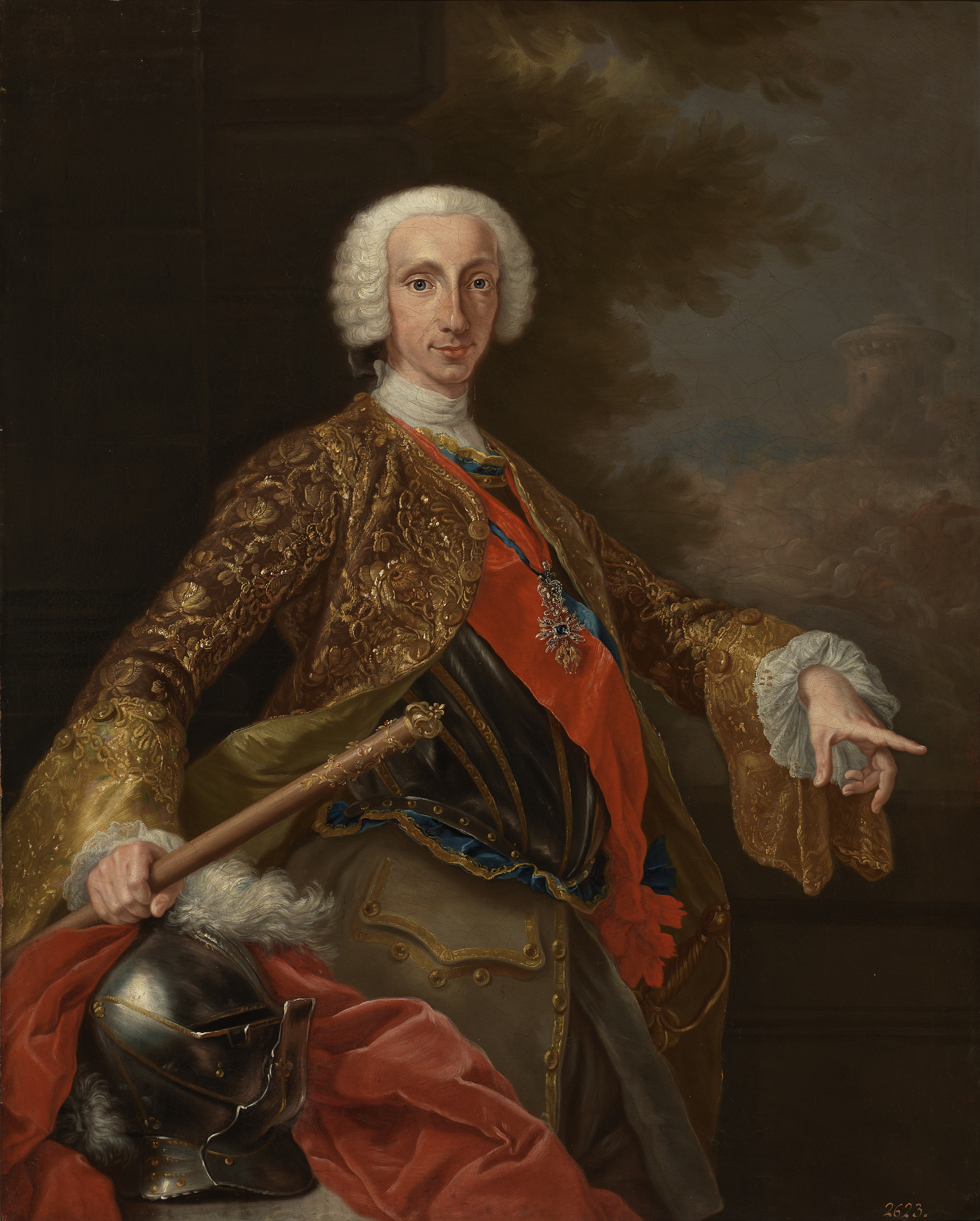
Rey Carlos III de España, promotor de las reformas borbónicas.

Las doctrinas fueron fundadas a discreción de los frailes, ya que tenían libertad completa para establecer comunidades para catequizar a los indígenas, con la esperanza de que estas pasaran con el tiempo a la jurisdicción de una parroquia secular a la que se le pagaría el diezmo; en realidad, lo que ocurrió fue que las doctrinas crecieron sin control y nunca pasaron al control de parroquias; se formaron alrededor de una cabecera en donde tenían su monasterio permanente los frailes y de dicha cabecera salían a catequizar o visitar las aldeas y caseríos que pertenecían a la doctrina, y que se conocían como anexos, visitas o pueblos de visita. La administración colectiva por parte del grupo de frailes eran la característica más importante de las doctrinas ya que garantizaba la continuación del sistema de la comunidad en caso falleciese uno de los dirigentes.
En 1638, los dominicos separaron a sus grandes doctrinas —que les representaban considerables ingresos económicos— en grupos centrados en sus seis conventos:  Los conventos estaban en: la ciudad de Santiago de los Caballeros de Guatemala, Amatitlán, Verapaz, Sonsonate, San Salvador y Sacapulas. Específicamente el convento de Amatitlán, la doctrina abarcaba los poblados de Amatitlán, Petapa, Mixco y San Cristóbal.
En 1754, en virtud de una Real Cédula parte de las Reformas Borbónicas, todos los curatos de las órdenes regulares fueron traspasados al clero secular. En 1765 se publicaron las reformas borbónicas de la Corona española, que pretendían recuperar el poder real sobre las colonias y aumentar la recaudación fiscal. Con estas reformas se crearon los estancos para controlar la producción de las bebidas embriagantes, el tabaco, la pólvora, los naipes y el patio de gallos. La real hacienda subastaba el estanco anualmente y un particular lo compraba, convirtiéndose así en el dueño del monopolio de cierto producto. Ese mismo año se crearon cuatro subdelegaciones de la Real Hacienda en San Salvador, Ciudad Real, Comayagua y León y la estructura político administrativa de la Capitanía General de Guatemala cambió a quince provincias:
Además de esta redistribución administrativa, la corona española estableció una política tendiente a disminuir el poder de la Iglesia católica, el cual hasta ese momento era prácticamente absoluto sobre los vasallos españoles. Esta política de disminución de poder de la iglesia se basaba en la Ilustración

### Tras la Independencia de Centroamérica
El Estado de Guatemala fue definido de la siguiente forma por la Asamblea Constituyente de dicho estado que emitió la constitución del mismo el 11 de octubre de 1825: «el estado conservará la denominación de Estado de Guatemala y lo forman los pueblos de Guatemala, reunidos en un solo cuerpo.  El estado de Guatemala es soberano, independiente y libre en su gobierno y administración interior.»
Amatitlán en ese momento era solamente uno de los municipios originales del Estado de Guatemala; y la región que luego sería parte del departamento de Amatitlán estaba en el departamento de Guatemala/Escuintla, cuya cabecera era la Nueva Guatemala de la Asunción, y tenía a los municipios de Guatemala, Amatitlán, Escuintla, Mixtán, Jalpatagua, Guazacapán, y Cuajiniquilapa.}

### Fundación del departamento

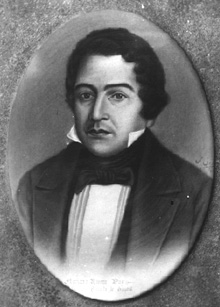
Retrato de Mariano Rivera Paz, gobernador del Estado de Guatemala que instituyó a Amatilán como distrito independiente en 1839.

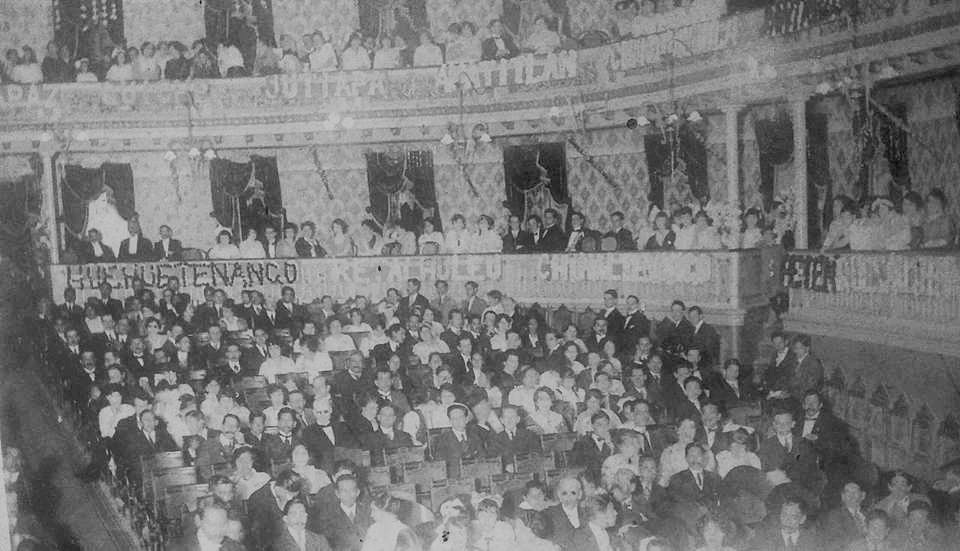
Presentación de los departamento de Guatemala en el Teatro Colón en 1916. Obsérvese la representación del departamento de Amatitlán en la parte superior central de la fotografía.

Tras la Independencia de Centroamérica y durante el gobierno de Mariano Rivera Paz, por decreto del 6 de noviembre de 1839, Palín, Amatitlán y Villa Nueva formaron un ente independiente para su gobierno político.
El decreto del 6 de noviembre de 1839 textualmente dice: «La ciudad de Amatitlán, San Cristóbal Palín, Villa Nueva, San Miguel y Santa Inés Petapa y todos los lugares anexos a estas poblaciones compondrán un distrito independiente para el gobierno político y será a cargo de un teniente corregidor, que ejercerá sus funciones con arreglo a la ley de 2 de octubre de este año y gozará la dotación de mil pesos anuales. En el mismo distrito se establecerá un Juez de primera instancia para la administración de Justicia.»
El 12 de septiembre de 1839, luego de la separación del Estado de Los Altos, el Estado de Guatemala se reorganizó en siete departamentos y dos distritos independientes: 
- Departamentos: Chimaltenango, Chiquimula, Escuintla, Guatemala, Mita, Sacatepéquez, y Verapaz
- Distritos: Izabal y Petén[13]

La diferencia entre los departamentos y los distritos independientes era que los departamentos fueron instituidos en donde había curatos y poblados definidos, mientras que los distritos lo fueron en las regiones más alejadas e inhóspitas del estado.  Los poblados fueron definidos utilizando el listado que generó el gobierno del Dr. Mariano Gálvez en 1836 para implementar los fracasados juicios de jurados, y cada departamento estaba dividido en distritos menores para su mejor gobierno.
El 8 de mayo de 1866, el gobierno del mariscal Vicente Cerna y Cerna elevó al distrito de Amatitlán a la categoría de departamento por el acuerdo que dice:
| Palacio de Gobierno Guatemala 8 de mayo de 1866, Habiendo tomado en consideración la solicitud hecha por la municipalidad de San Marcos, para que el distrito de este nombre fuese elevado al rango de departamento: atendiendo a que el nombre de distrito que llevan hasta el día de hoy algunas divisiones territoriales de la república, la que tuvo su origen en un sistema que ya no existe; y Considerando así mismo, que el régimen político militar, judicial y económico es actualmente uniforme en la república. El Presidente En uso de las facultades que le da el decreto del 9 de septiembre de 1839, tiene a bien acordar: -Que los territorios de San Marcos, Huehuetenango, Petén, Izabal y Amatitlán, que han conservado la denominación de distritos, se les dé en lo sucesivo la de departamento, debiendo en consecuencia sus autoridades tomar las mismas denominaciones que usan las de los otros departamentos de la república, sin que ninguno de ellos conserve dependencia de otro en su régimen político y administrativo. Comuníquese a quien corresponda y publíquese en la Gaceta Oficial. |

### Terremoto del 3 de septiembre de 1874
Según el periódico estadounidense The New York Times, el terremoto de Guatemala del 3 de septiembre de 1874 fue el más devastador de los que se registraron en ese año en todo el mundo. No solamente se destruyó completamente el pueblo de Parramos, sino que bandas de forajidos armados con cuchillos y otras armas punzocortantes intentaron asaltar a los damnificados y robarles lo poco que les quedaba; afortunadamente, las bandas fueron capturadas por la policía del gobierno del general Justo Rufino Barrios y ejecutadas sumariamente.
Un testigo relató que el terremoto se sintió como una combinación de una larga serie de movimientos verticales y horizontales que hacían que pareciera que el suelo se movía en forma de olas y que se elevaba hasta un pie de alto por encima de su nivel normal. Otro testigo indicó que el pueblo de San Miguel Dueñas quedó totalmente destruido, y quienes lograron sobrevivir salieron huyendo buscando áreas más seguras.  En total, hubo US$300,000 en pérdidas; los poblados afectados aparte de Antigua Guatemala, Dueñas, Parramos y Patzicía, fueron Jocotenango, San Pedro Sacatepéquez, Ciudad Vieja y Amatitlán.

### Descripción del departamento en 1902
El 18 de mayo de 1892 se dispuso la formación de un censo general de la República, por lo que en fechas posteriores se realizó un trabajo para compilar la demarcación política de Guatemala.
El trabajo de la Demarcación Política de la República de Guatemala se publicó en 1902, y describe al departamento de Amatitlán así: «Este departamento, cuya cabecera es la ciudad del mismo nombre, a 1296 msnm, está clasificado entre los del Sur de la República, y está limitado: al Norte, por el de Guatemala; al Oriente, por el mismo y el de Santa Rosa; al Sur, por el de Escuintla y al Poniente, por el de Sacaatepéquez.  Además del municipio de la ciudad de Amatitlán, constituyen el departamento los siguientes: San Vicente, Villa Nueva, Palín, San Miguel Petapa y Santa Inés Petapa.  Atraviesa el departamento la línea férrea que de Guatemala va al Puerto de San José.  Las principales producciones del departamento son: el café, maíz, caña de azúcar y frijol.  Abundan los patos para ganado.  Sus moradores se dedican, además de las labores agrícolas, a la fabricación de tejidos».

### Servilismo al presidente Manuel Estrada Cabrera
Mediante acuerdo gubernativo del 4 de mayo de 1912, el gobierno del licenciado Manuel Estrada Cabrera segregó a la aldea Fraijanes del municipio de San Miguel Petapa y la anexó al municipio Pueblo Viejo, junto con las aldeas de Canchón y Los Verdes.  El 23 de septiembre de 1915 los aduladores del presidente Estrada Cabrera le cambiaron el nombre a Pueblo Viejo, por el de San Joaquin Villa Canales, en honor a la difunta madre del presidente, Joaquina Cabrera, algo que era muy común durante los veintidós años del gobierno del licenciado Estrada Cabrera. Hasta que Estrada Cabrera estuvo preso luego de su derrocamiento, el presidente Carlos Herrera y Luna emitió un acuerdo gubernativo, con fecha del 3 de mayo de 1920, que ordenó suprimir los nombres del dictador y de sus familiares de cualquier lugar que los tuvieran; así, San Joaquín Villa Canales pasó a llamarse sencillamente Villa Canales.

### Formación del municipio de Fraijanes
La aldea de Fraijanes fue elevada a la categoría de municipio el 12 de julio de 1924, por acuerdo gubernativo del presidente general José María Orellana.  Dicho en su parte considerativa establecía: «Con vista a la solicitud presentada por los habitantes de Fraijanes, departamento de Amatitlán, relativa a que se erija en municipio a la mencionada aldea, y apareciendo de la información seguida al efecto, que son justos y atendibles los motivos en que la fundan ...]».  Asimismo, se estableció que el distrito jurisdiccional del nuevo municipio estaría formado : «[...] de las aldeas y haciendas de: El Cerrito, Los Verdes, Bella Vista, Rabanales, Los Guajes, La Joya, Lo de Diéguez, Canchón, Rincón Cruces, Graciela, Santa Isabel, El Faro, La Esperanza, Las Brisas, San Antonio, Arrazola, Las Delicias, Colombia, San Gregorio, San Andrés, Santa Margarita, El Porvenir, El Retiro y Cerro Dolores [...]. De hecho, gran parte de los territorios del nuevo municipio tuvieron que se segregados de los municipios de Villa Canales, Santa Catarina Pinula y San José Pinula.
El 23 de abril de 1925 Fraijanes fue segregado del departamento de Amatitlán para pasar a formar parte de la jurisdicción del departamento de Guatemala.

### Terremotos de 1917
Los terremotos de 1917-18 que destruyeron completamente a la Ciudad de Guatemala se iniciaron con un fuerte sismo el 17 de noviembre de 1917, el cual que destruyó el poblado de Amatitlán y algunas poblaciones cercanas. A ese sismo, que se sintió en varias partes del país, siguieron otros de menor intensidad, a los que la población se fue acostumbrando poco a poco. Estos sismos fueron seguidos por fuertes terremotos que se sucedieron en los siguientes meses y destruyeron a la ciudad.

### Desintegración
Como parte de las medidas de austeridad implementadas por el gobierno del general Jorge Ubico para paliar los efectos de la Gran Depresión, el departamento de Amatitlán fue suprimido por decreto legislativo 2081 del 29 de abril e 1935:  El decreto textualmente dice: 
| «Considerando que es conveniente para los intereses del país la supresión del departamento de Amatitlán, por tanto decreta: - Articulo 1.°: Se suprime el departamento de Amatitlán - Artículo 2.°: Los municipios de Amatitlán, Villa Nueva, San Miguel Petapa y Villa Canales quedan incorporados al de Guatemala y los de Palín y San Vicente Pacaya al de Escuintla. - Artículo 3.°: El Ejecutivo dictará las medidas del caso para el cumplimiento, del presente decreto que entrara en vigor el 1ro. de julio del corriente año». |

Con respecto a este suceso, en Amatitlán existe la leyenda de que el departamento fue desintegrado en realidad porque el presidente estaba despechado luego de que una muchacha de la localidad rechazara sus pretensiones amorosas.[cita requerida]

## Atractivos turísticos

### San Pedro Mártir, gruta y cascada
La Gruta de San Pedro Mártir ha sido uno de los paseos preferidos por los vacacionistas en Guatemala desde la época colonial, debido a su ubicación estratégica cercana a Amatitlán, Antigua Guatemala y la Ciudad de Guatemala.  Antiguamente era visitada a pie o a caballo por el camino que se utilizaba para dirigirse del Puerto San José a la Ciudad de Guatemala, cuando todavía no se había construido el Ferrocarril del Sur. Al norte de la aldea de San Pedro, en donde se encuentra la gruta, se encuentran los volcanes de Agua, de Fuego y Acatenango, mientras que al este se ubica el Volcán de Pacaya.